# 青海民族大学
青海民族大学是中华人民共和国青海省西宁市的一所高等院校。

## 校史
1949年12月，青海省青年干部训练班创办。
1950年4月，“青海省青年干部训练班”改名为“青海省人民公学”。
1950年9月，“青海省人民公学”更名为“青海省民族公学”。
1956年9月，经国务院批准正式定名为青海民族学院，是青海省第一所高等院校。
1962年10月，青海师范学院、青海畜牧兽医学院和青海医学院并入青海民族学院。
1964年3月，国务院批复青海民族学院分设为青海民族学院和青海大学。
2000年11月，青海师范高等专科学校并入青海民族学院。
2005年5月，西宁铁路司机学校整体并入青海民族学院。
2009年3月，经教育部批准，更名为青海民族大学。
2023年4月，青海民族大学党委副书记阿进录被曝以笔试面试第一名的成绩被該校拟录取为该校的2023年民族学博士研究生。4月13日，青海民族大学发布公告称，阿进录不符合该校博士研究生报考条件，取消其拟录取博士研究生资格。

## 校园
学校分东序、西昆、南山三个校区，占地面积1500余亩，建筑面积50.43万平方米，图书馆藏书116万余册。

## 著名校友
- 傑桑·索南達傑：1974年毕业于青海民族学院。
- 旦增尼瑪：浙江卫视《2018中国好声音》李健戰隊冠軍學員及全國總決賽冠軍。
- 严金海：现任西藏自治区政府主席。